# 藤田スミ
藤田 スミ（ふじた すみ、1933年4月3日 - 2011年3月31日）は日本の政治家。元衆議院議員（日本共産党公認、7期）。「おスミさん」の愛称で親しまれた。母親運動に従事。

## 来歴
大阪府堺市出身。大阪府立三国丘高等学校卒。
1973年から3期にわたり大阪府議を務め、黒田革新府政の与党議員として府議会を支えた。
1979年の第35回衆議院議員総選挙に、病気療養で引退を表明した荒木宏から地盤を受け継ぎ、大阪府第5区から日本共産党公認で立候補し、初当選を果たす（定数5のうち2位。なお、この選挙で共産党は府内7選挙区全てで、公認候補者が当選）。
「母と子の願いをまっすぐ国会に届ける母親政治家」をキャッチフレーズに衆議院議員を7期21年務め、2000年に引退、地盤を眞鍋穰に譲り、以後は党の中央委員などを歴任する。
1985年、現職首相であった中曽根康弘の5つの政治団体にジャパンライフから計1000万円の献金が行われていたことを国会質問で追及した。ジャパンライフは当時マルチまがいの商法を行ったとして消費者からの苦情が国民生活センターに多く寄せられていた。
選択的夫婦別姓制度実現に向けた活動、遺伝子組換え食品の表示制度に向けた活動をした。
2009年7月に病気で倒れて以後、闘病生活が続いていたが、2011年3月31日、くも膜下出血のため77歳で死去。

## 著書
- 『どうなるどうする日本の食卓―子どもたちに安全な食を手わたすために―』（合同出版、1994年） ISBN 9784772601801